# Signe Toly Anderson

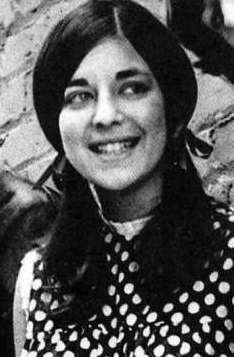
Signe Toly Anderson (1966)

Signe Toly Anderson (* 15. September 1941 in Seattle, Washington, USA; † 28. Januar 2016 in Beaverton, Oregon, USA) war eine US-amerikanische Sängerin, Gründungsmitglied der Rockband Jefferson Airplane.

## Biografie
Anderson wurde am 15. September 1941 als Signe Toly in Seattle geboren. Ihre Eltern ließen sich scheiden, als sie drei Jahre alt war, und sie zog mit ihrer Mutter nach Portland, Oregon, wo sie aufwuchs. Ende der 1950er Jahre sang sie in einer Band namens „Three Guys and a Gal“, die sie mit drei Freunden von der High School gegründet hatte.
1965 lebte Signe Toly als Jazz- und Folksängerin in San Francisco, wo Marty Balin sie hörte und einlud, in seiner neuen Band zu singen, die bald als Jefferson Airplane bekannt werden sollte. Wenig später heiratete sie Jerry Anderson, ein Mitglied der Merry Pranksters; die Ehe hielt von 1965 bis 1974.
Signe Toly Anderson sang auf dem ersten Album von Jefferson Airplane, Jefferson Airplane Takes Off. Im Oktober 1966 verließ sie die Band, da sie ein Kind erwartete. Grace Slick wurde ihre Nachfolgerin als Sängerin von Jefferson Airplane.
Anderson ging nach Oregon zurück, wo sie neun Jahre lang bei „Carl Smith and the Natural Gas Company“ sang. Mitte der 1970er Jahre überwand sie eine Krebserkrankung. Nach der Trennung von Jerry Anderson heiratete sie 1977 Michael Alois Ettlin und sang wieder bei Carl Smith.
Mitte der 1990er Jahre hatte Anderson vermehrt gesundheitliche Probleme, wodurch sie in finanzielle Schwierigkeiten geriet. Sie hatte Gastauftritte bei der KBC Band und Jefferson Starship. Ihr Mann Michael Alois Ettlin starb 2011 mit 62 Jahren.
Signe Toly Anderson starb am 28. Januar 2016 mit 74 Jahren bei sich zu Hause in Beaverton (Oregon) an Chronisch Obstruktiver Lungenerkrankung (COPD). Am gleichen Tag starb auch Paul Kantner, Mitbegründer von Jefferson Airplane.